# Mary Wilson, Baronesa Wilson de Rievaulx
Gladys Mary Wilson, Baronesa Wilson de Rievaulx (nascida Gladys Mary Baldwin; Norfolk, 12 de janeiro de 1916 - Londres, 6 de junho de 2018) foi uma poetisa inglesa, mais conhecida como a viúva do ex-primeiro-ministro britânico Harold Wilson, que serviu de 1964 a 1970 e novamente de 1974 a 1976. Ela foi a única esposa de um primeiro-ministro britânico que se tornou uma centenária.

## Biografia
Ela nasceu em Diss, Norfolk, filha do reverendo Daniel Baldwin, que era um ministro congregationalista e de sua esposa Sarah Bentley. Ela freqüentou a escola de embarque em Milton Monte College, perto de Crawley  deixando em 1932 para participar de um curso de secretariado em Cúmbria por dois anos.
Casou com Harold Wilson no 1 de janeiro 1940. Ela e Wilson teve dois filhos, Robin (5 de dezembro de 1943) e Giles (1948).
Em 1970, seu volume de poesia, Selected Poems, foi publicado e, em 1976, Wilson foi um dos três juízes do Prémio Man Booker, sendo os outros juízes Walter Allen e Francis King. De acordo com o Dicionário da Biografia Nacional de Harold Wilson, escrito por Roy Jenkins, Mary Wilson não estava satisfeita com a vida de esposa política.
Mary ficou viúva em 24 de maio 1995, quando Harold morreu de câncer colorretal e doença de Alzheimer após 10 anos de doença. Desde 2007, ela morava em Westminster, perto de Downing Street.
Em 2013, aos 97 anos, aceitou um convite para participar do funeral de Margaret Thatcher. Ela era a esposa viva mais velha de um ex-primeiro-ministro britânico.
Mary morreu em 6 de junho de 2018, de um derrame, em Londres, aos 102 anos. Ela era a esposa de mais longa data de um primeiro ministro britânico registrado e a primeira e única a se tornar uma centenária.

## Títulos de nascimento
- Srta. Mary Baldwin (1916-1940)
- Sra. Harold Wilson (1940-1976)
- Lady Wilson (1976-1983)
- A Muito Honorável a Baronesa Wilson de Rievaulx (1983-2018)